# Calosota microspermae
Calosota microspermae är en stekelart som beskrevs av Yang 1996. Calosota microspermae ingår i släktet Calosota och familjen hoppglanssteklar. Inga underarter finns listade.